# Александар Окунски
Александар Окунски (Кишињев, 13. јул 1971 — Кијев, 21. јануар 2019) је био украјински кошаркаш. Играо је на позицији центра.

## Биографија
Каријеру је почео у екипи Шахтјора из Доњецка а касније је у Украјини још играо за екипе Будивељника, Одесе и Кијева. Сезону 2001/02. је почео у екипи загребачке Цибоне али је у децембру 2001. прешао у подгоричку Будућност, са којом је провео остатак сезоне. Током каријере је играо још и за Дарушафаку, Лијетувос ритас, ПАОК а последњи клуб му је био грчки МЕНТ 2005. године.
Са репрезентацијом Украјине је наступао на три Европска првенства – 1997, 2001 и 2003. године.
Преминуо је 21. јануара 2019. године након дуге и тешке болести.